# 등산

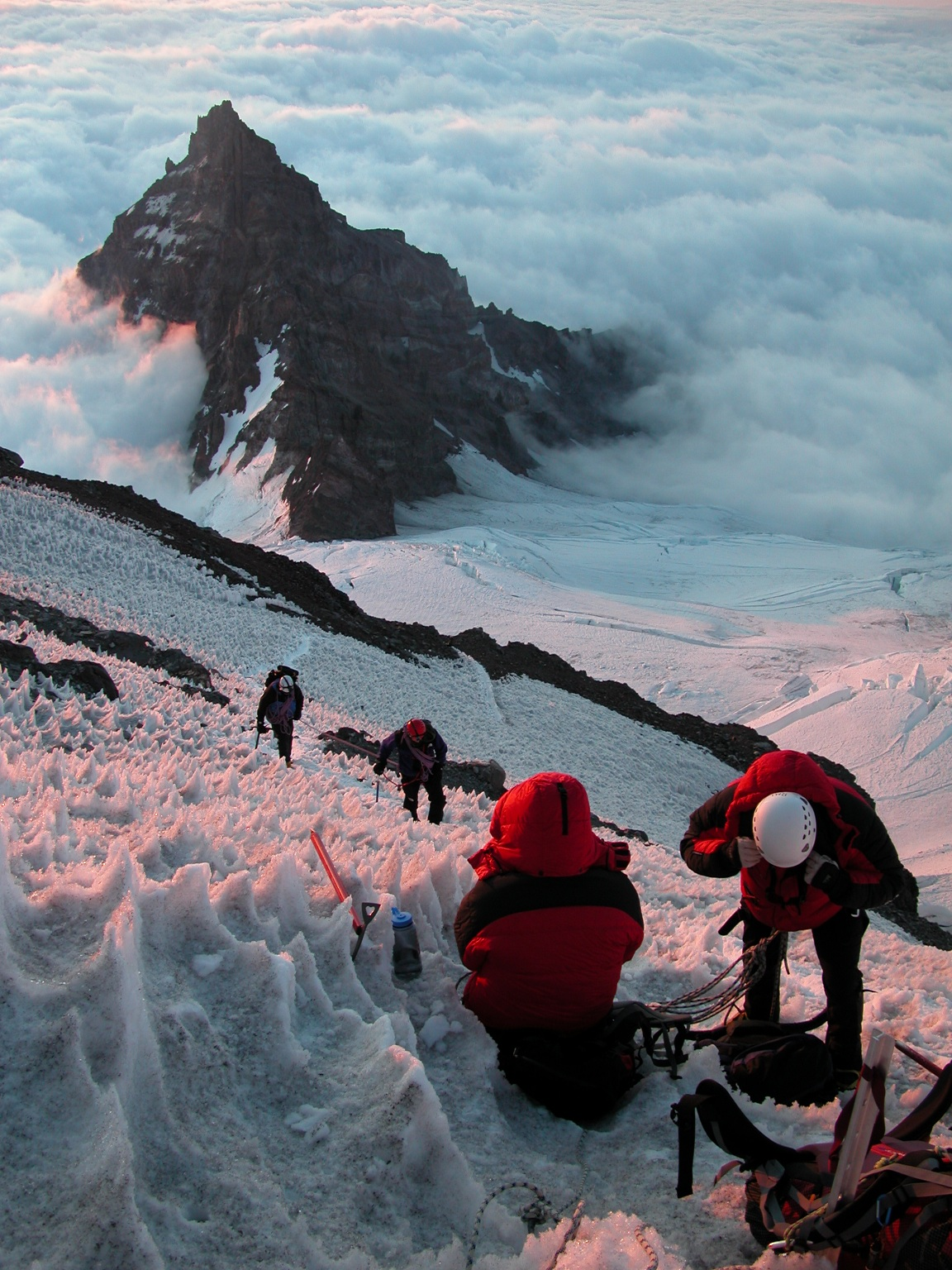
미국 리틀타호마피크를 바라보며 레이니어산을 오르는 등반객들

등산(登山, 영어: mountaineering, mountain climbing, alpinism)은 운동이나 탐험, 여가 활용 등의 목적으로 산에 오르는 것이다. 자연의 변화에 대응하고 자연을 이용하고 대처하면서 주어진 장애를 극복하는 것으로, 정복의 욕구를 채울 수 있는 레저 스포츠이다. 1786년 프랑스인이 알프스의 최고봉 몽블랑을 등정한 이후부터 조직적인 등산 활동이 시작되었다. 등산은 체력 단련과 정신 수양에 좋지만 위험이 따르는 운동이므로 협동심, 인내력, 희생 정신, 대담성, 침착성 등이 있어야 한다.
대부분의 스포츠와 달리 등산에는 널리 적용되는 공식 규칙, 규정 및 거버넌스가 없다. 등산가들은 산을 오를 때 다양한 기술과 철학(등급 지정 및 가이드북 포함)을 고수한다. 수많은 지역 알파인 클럽이 자원과 사회 활동을 주최하여 산악인을 지원한다. 알파인 클럽 연맹인 국제등산및등산연맹(UIAA)은 국제 올림픽 위원회가 인정한 등산 및 등반 분야의 세계 조직이다. 자연 환경에 대한 등산의 결과는 환경의 개별 구성요소(토지 기복, 토양, 식생, 동물군 및 경관)와 등산 활동의 위치/구역(하이킹, 트레킹 또는 등반 구역) 측면에서 볼 수 있다. 등산은 경제적, 정치적, 사회적, 문화적 수준에서 지역 사회에 영향을 미치며 종종 세계화, 특히 외국 문화와 생활 방식의 영향을 받는 사람들의 세계관에 변화를 가져온다.

## 산악인
산악인(山岳人) 또는 등산가(登山家)는 등산을 즐기거나 잘하는 사람을 뜻한다. 등산을 취미로 하는 사람 외에도 전문적인 직업으로 활동하는 사람들도 존재한다.

## 등산 장비
등산 장비는 산의 높이, 등산 기간, 등산 방법, 계절, 기상 조건 등을 고려하여 다루기 쉽고 가벼우며 단단한 것들을 준비한다.
1. 공동 장비：텐트, 버너, 코펠, 매트리스, 야전삽, 톱, 취사 도구, 라디오, 지도, 나침반, 비상 식량, 안전 벨트.
2. 개인 장비：배낭, 장갑, 내의, 모자, 등산화, 물통, 수건, 노끈, 휴지, 양초, 식기, 손전등, 비상 식품, 구급 약품, 우의, 등산스틱, 아이젠(동계).
3. 암벽 장비：하켄, 카라비너, 자일, 해머, 피켈.
4. 배낭은 좁고 긴 것이 좋다. 무거운 것이 위로 가도록 하며, 가벼운 것은 밑에 넣되, 지도나 비상 식품·약품 등 자주 사용하는 물건은 위나 옆 또는 배낭주머니에 넣는다.

## 등산 계획
제일 먼저 체력, 기술 및 등산의 목적을 고려하여 목적지를 선정하는 일이 중요하다. 그 밖에 다음 사항들을 고려하여 계획을 세우도록 한다.
1. 사고에 대비하여 응급 처치와 연락 방법 등을 미리 세운다.
2. 산과 코스에 관련된 사항을 조사한 다음 각자 알맞은 역할을 나누어 맡긴다.
3. 등산 일정에 맞게 식량과 장비를 갖추고, 현지의 기상 변화, 지형, 지질, 교통 관계 등에 대한 사전 조사나 답사를 해둔다.

## 등산 방법
초보자는 개인 등산을 삼가고 반드시 집단 등산을 하되, 개인 행동이나 개인 의견을 내세우지 않도록 한다.
1. 횡단 등산：계곡에서 능선을 따라 정상에 오른 후 다시 능선을 횡단하여 계곡으로 하산하는 등산.
2. 방사상 등산：각기 코스가 다른 출발점에서 등산하여 정상을 거쳐 다른 지점으로 하산하는 등산. 초보자가 하기 알맞은 등산이다.
3. 종주 등산：연결된 능선의 산을 차례로 연속해서 등산하는 방법. 숙달된 등산자에게 알맞은 등산이다.
4. 집중 등산：정상을 목표로 여러 조가 각기 다른 방면에서 산을 오르는 방법.
5. 암벽 등산：암릉, 암벽 등의 등산로를 찾아 올라가는 등산.
6. 극지법 등산：베이스 캠프에서 산꼭대기를 향하여 전진 캠프를 따라 하나씩 전진하여 나가는 등산.

## 등산 기술
1. 걷기：지형의 변화와 목표 지점을 생각하면서 5 미터(5-6보) 정도 앞을 내다보며 걷는다. 등산화 바닥 전체로 바닥을 힘껏 밟아 디디며 좁은 보폭으로 20분 정도 걸은 뒤 휴식을 취하고, 그 후부터는 40∼50분 걸은 뒤 10분 정도 휴식을 취한다.
2. 오르기：발끝을 약간 바깥쪽으로 벌리고 발을 약간 높이 들어 디딘다. 발바닥 전체로 걷되, 안전한 곳을 손으로 잡고 몸의 중심을 약간 앞에 둔다.
3. 내리기：무릎이 구부러지지 않게 끌어당겨 굽히고, 체중의 중심이 앞뒤로 쏠리지 않도록 유의한다. 다음 발을 옮겨 딛을 것을 염두에 두고 몸의 균형을 유지하며, 내리막길에서는 발끝부터 내디딘다.
4. 보행 속도：대원간에 일정한 거리를 유지하며, 보행 능력이 약한 사람을 기준으로 삼아 일정한 속도로 걷는다. 경험자는 선두에 서서 걷는 속도를 조절하도록 한다.
5. 산행 시간：코스에 따라 차이가 있는데, 보통 오전 4시간, 오후 2시간 정도로 하루 12 킬로미터 안팎이 적합하다.
6. 바위 오르기：발바닥 전체로 바위를 밀듯이 하면서, 두 손으로는 바위를 단단히 잡는다. 안전하게 발을 옮긴 다음에 손의 위치를 옮겨 잡는다.
7. 눈위 오르기：계곡은 작은 발걸음으로 천천히 걷는다. 급경사면은 신발 끝으로 오목하게 파나가면서 오른다.
8. 자일 사용：산을 오르는 데 있어서 절대적으로 필요한 자일을 매는 방법에는 당겨 매기와 8자 매기가 있다.

## 참고 자료
- 이 문서에는 다음커뮤니케이션(현 카카오)에서 GFDL 또는 CC-SA 라이선스로 배포한 글로벌 세계대백과사전의 내용을 기초로 작성된 글이 포함되어 있습니다.

## 같이 보기
- 등반
- 등산화
- 등반화
- 크램폰(en:Crampons, 슈타이카이젠/아이젠)